# Bahjat Talhouni
Bahjat Talhouni (en arabe: بهجت التلهوني) est un homme politique jordanien. Il a été premier ministre à quatre reprises entre 1960 et 1970.